# Balan (Ain)
Balan ist eine französische Gemeinde mit 2.878 Einwohnern (Stand 1. Januar 2022) im Département Ain in der Region Auvergne-Rhône-Alpes.

## Geografie
Die Gemeinde liegt 19 Kilometer ostnordöstlich der Innenstadt von Lyon an der Grenze zu den Départements Métropole de Lyon und Isère. Im Süden bildet der Fluss Rhône teilweise eine natürliche Grenze zu den Gemeinden Villette-d’Anthon und Jons. Im Westen grenzt die Gemeinde an Niévroz, im Nordwesten an Dagneux, im Norden an Bressolles und Béligneux und im Osten an Saint-Maurice-de-Gourdans. Im äußersten Westen des Gemeindegebietes verläuft das Flüsschen Cotey.
Auf dem Gemeindegebiet liegt ein Teil des Camp Militaire de la Valbonne. Von insgesamt 1614 Hektar Fläche befinden sich 423 Hektar auf dem Gebiet von Balan.

## Geschichte
Zur Römerzeit hieß der Ort Balanum. Viele Funde zeugen von der gallo-römischen Vergangenheit. Vom 12. bis zum 18. Jahrhundert war der Ort von den Herren von Montluel abhängig. Seit 1654 trägt er seinen heutigen Namen.

### Bevölkerungsentwicklung
| Jahr                       | 1962 | 1968 | 1975 | 1982 | 1990 | 1999 | 2006 | 2013 | 2020 |
| Einwohner                  | 832  | 732  | 1051 | 1197 | 1668 | 1534 | 2332 | 2828 | 2647 |
| Quellen: Cassini und INSEE |      |      |      |      |      |      |      |      |      |

## Sehenswürdigkeiten

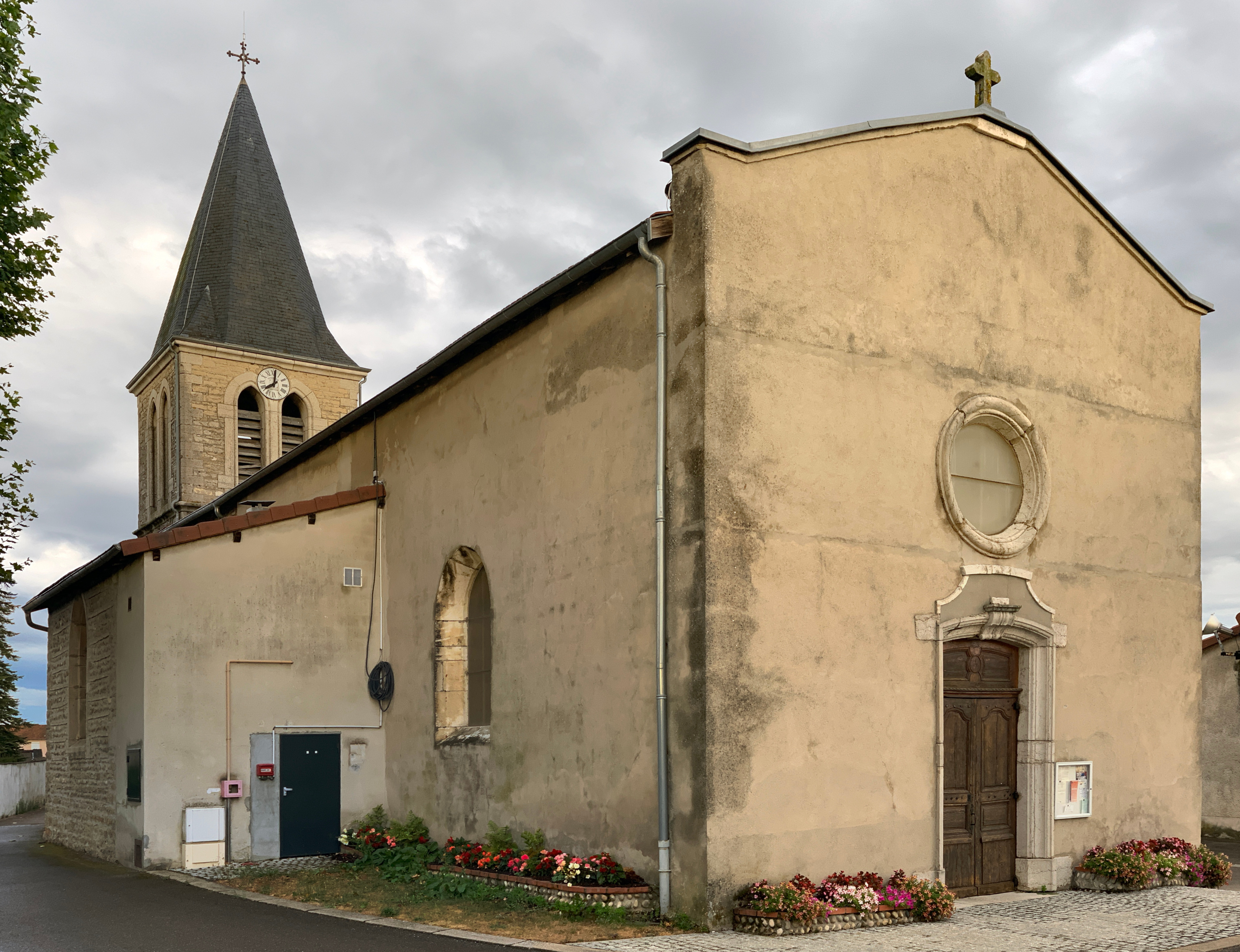
Kirche Saint-Jean-Baptiste
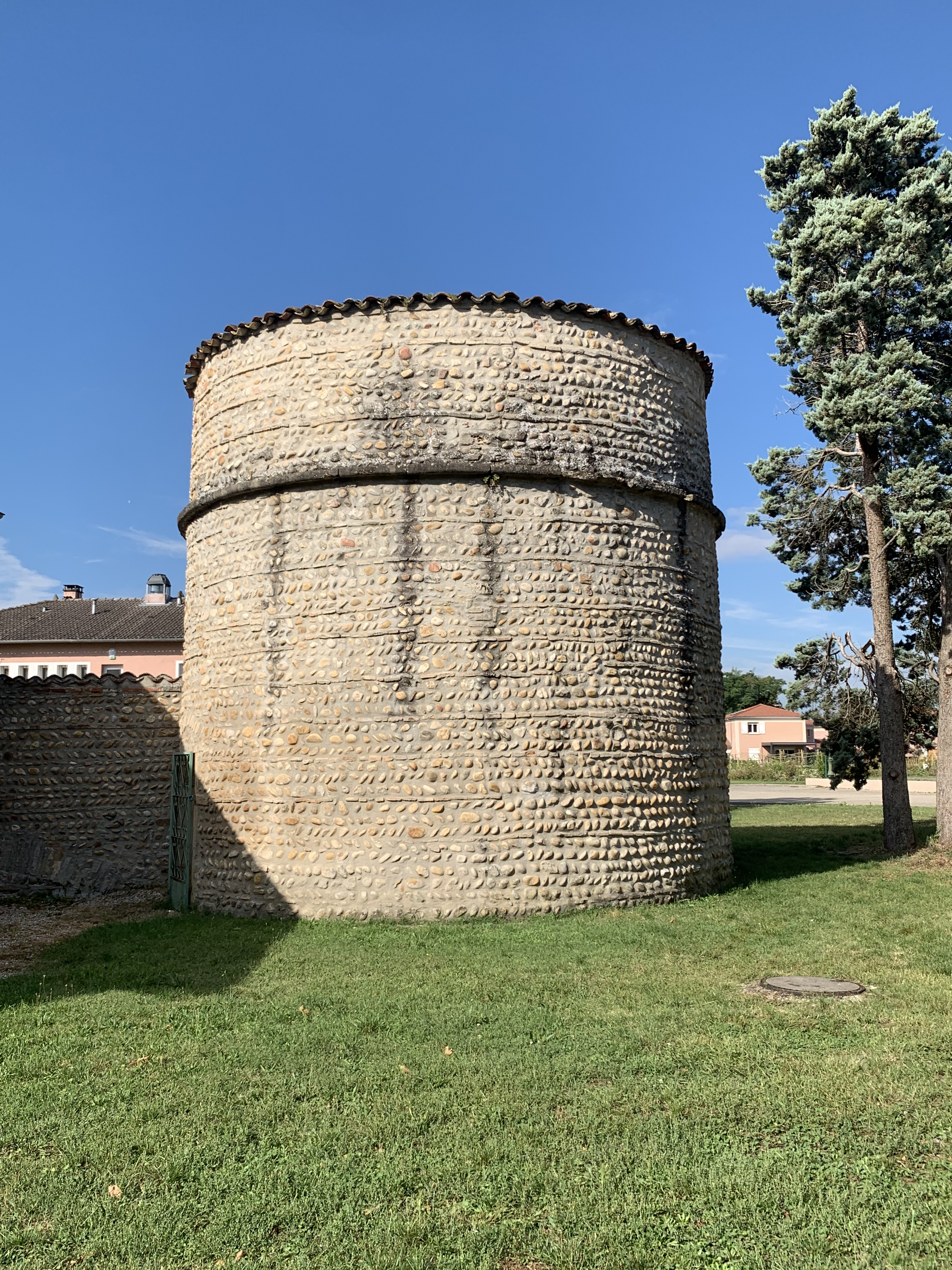
Festes Haus in Balan
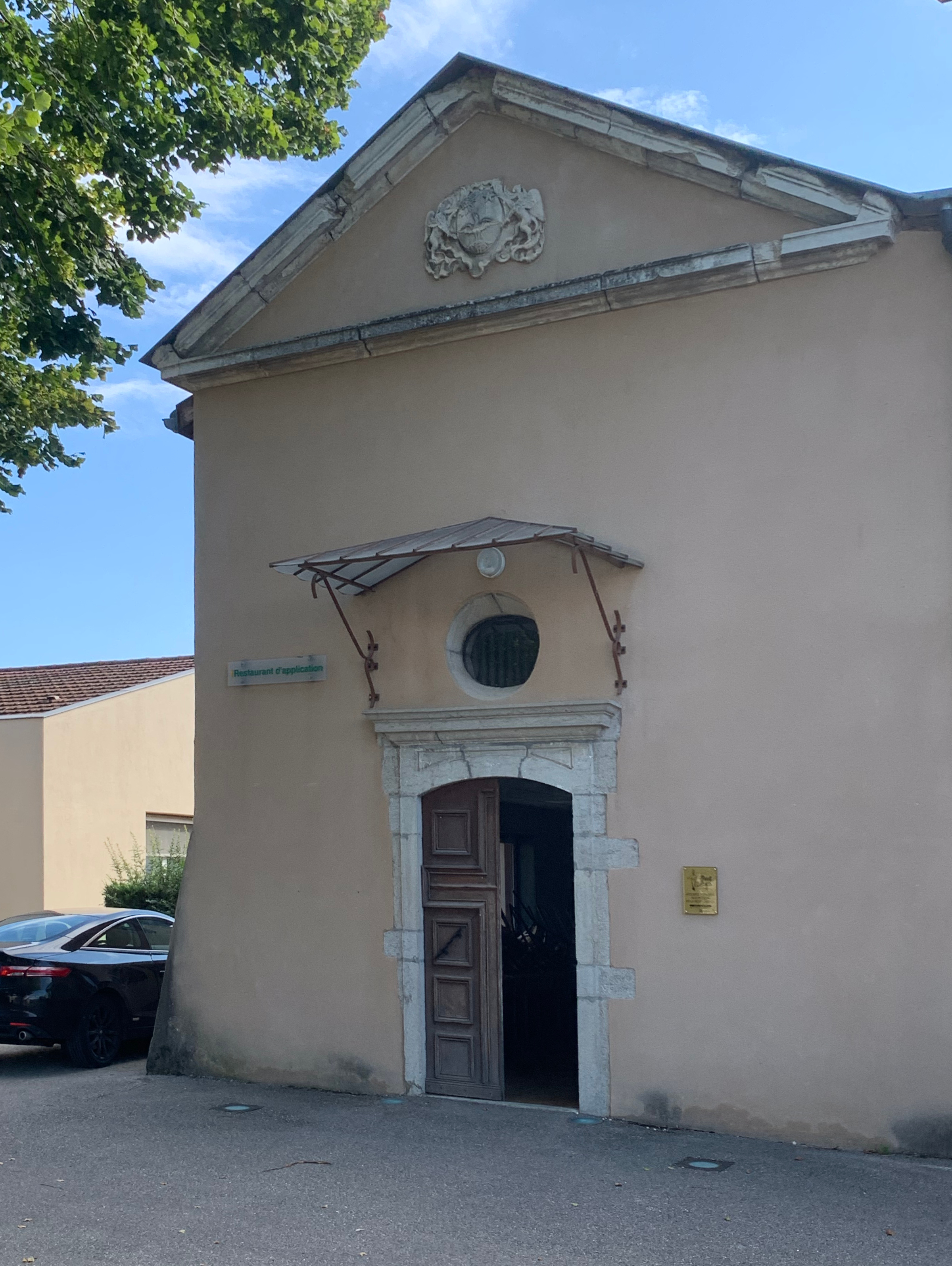
Kapelle des Festen Hauses
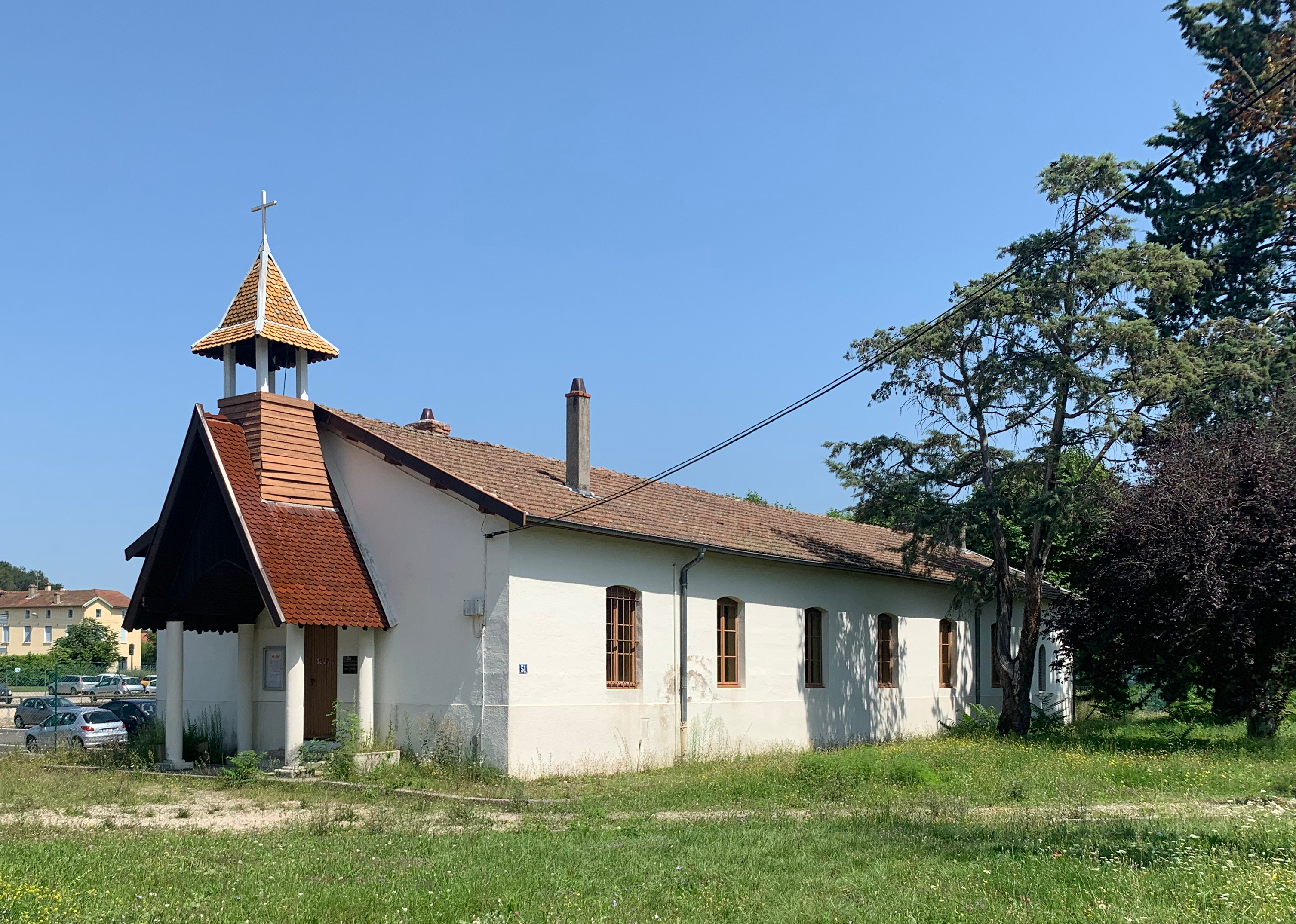
Kapelle auf dem Geländes des Camp Militaire de la Valbonne
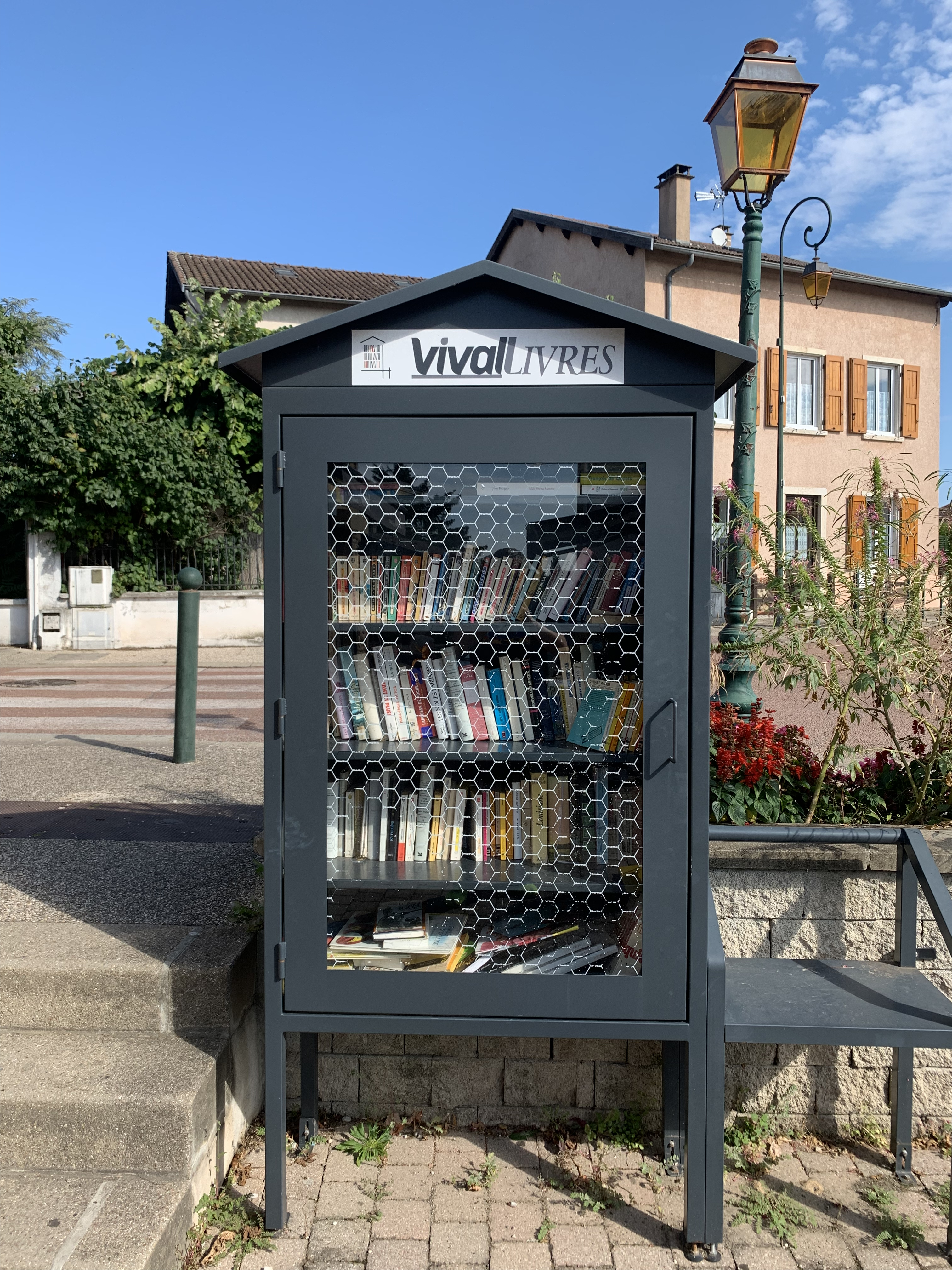
Öffentlicher Bücherschrank
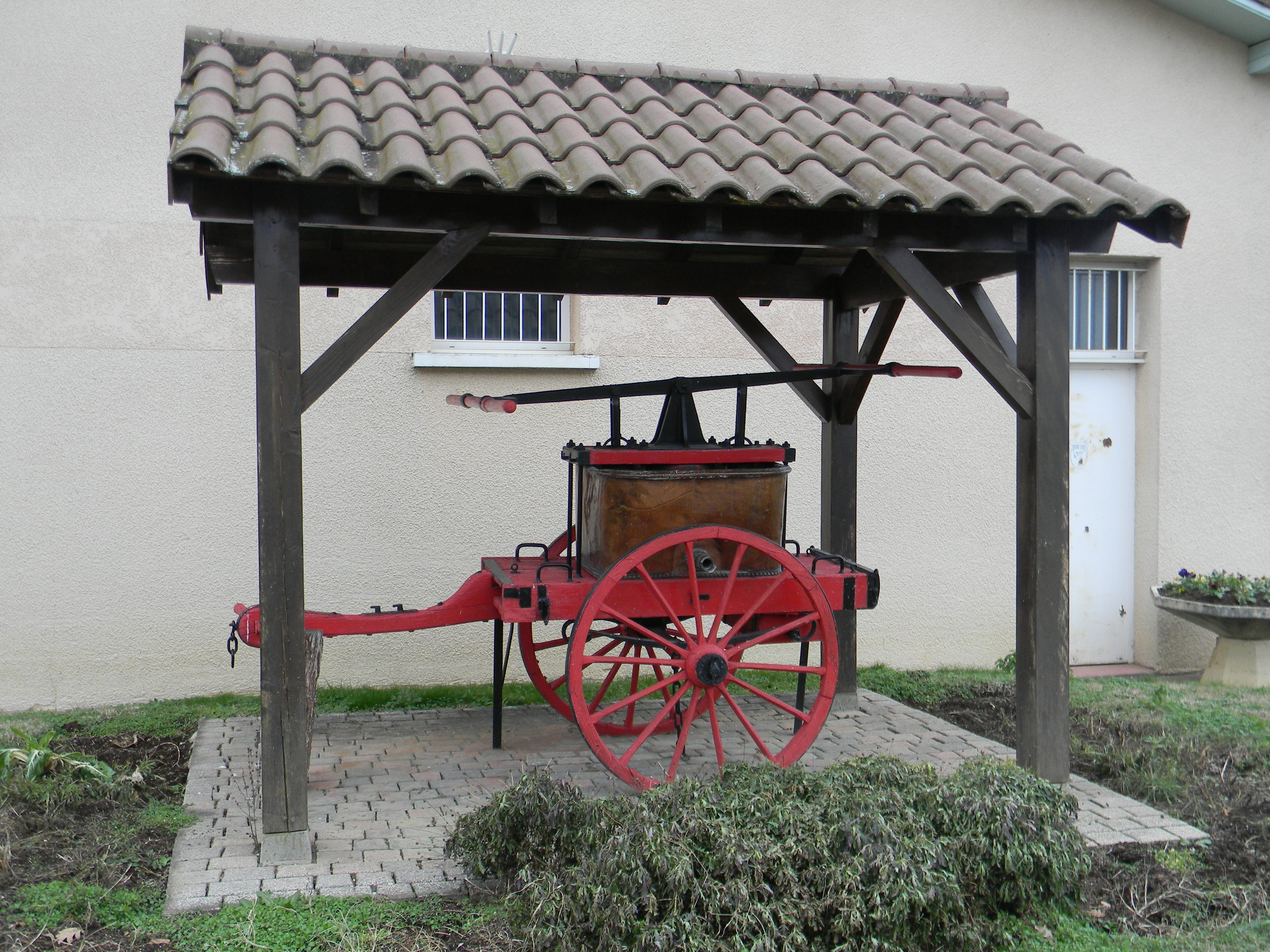
Alter Feuerlöschwagen
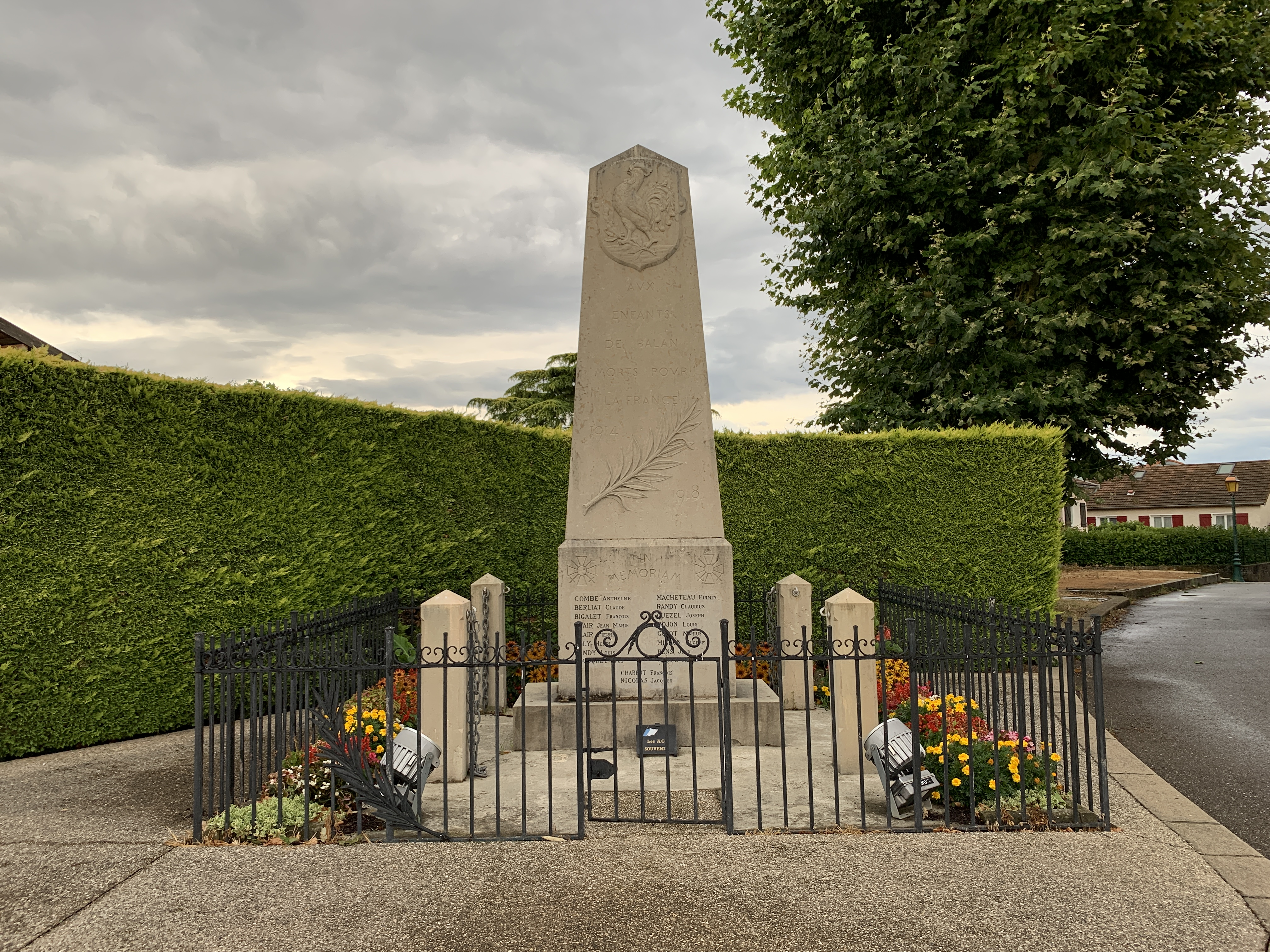
Gefallenendenkmal

- Dorfplatz mit Brunnen

- Kirche Saint-Jean-Baptiste
- Festes Haus in Balan
- Kapelle des Festen Hauses
- Kapelle auf dem Geländes des Camp Militaire de la Valbonne
- Öffentlicher Bücherschrank
- Alter Feuerlöschwagen
- Gefallenendenkmal